# Омелуша
Омелуша (укр. Омелуша) — село на Украине, находится в Емильчинском районе Житомирской области.
Код КОАТУУ — 1821784202. Население по переписи 2001 года составляет 4 человека. Почтовый индекс — 11210. Телефонный код — 4149. Занимает площадь 0,518 км².

## Адрес местного совета
11210, Житомирская область, Емильчинский р-н, с.Николаевка, ул.Шевченко, 43